# Sonja Fransson
Sonja Ingrid Mildred Fransson, född 27 februari 1949 i Sandhults församling i Älvsborgs län, är en svensk socialdemokratisk politiker, som var riksdagsledamot 1994–2006. Hon är gift med Anders Fransson och arbetsvägledare till yrket.